# Государственная служба Российской Федерации
Правовые и организационные основы системы государственной службы Российской Федерации, в том числе системы управления государственной службой Российской Федерации, определяются Федеральным законом от 27.05.2003 N 58-ФЗ "О системе государственной службы Российской Федерации" в соответствии с Конституцией Российской Федерации.
Государственная служба Российской Федерации — по законодательству России, «профессиональная служебная деятельность граждан Российской Федерации по обеспечению исполнения полномочий:
- Российской Федерации;
- федеральных органов государственной власти, иных федеральных государственных органов;
- субъектов Российской Федерации;
- органов государственной власти субъектов Российской Федерации, иных государственных органов субъектов Российской Федерации;
- лиц, замещающих должности, устанавливаемые Конституцией Российской Федерации, федеральными законами для непосредственного исполнения полномочий федеральных государственных органов;
- лиц, замещающих должности, устанавливаемые конституциями, уставами, законами субъектов Российской Федерации для непосредственного исполнения полномочий государственных органов субъектов Российской Федерации».[1]

Система государственной службы Российской Федерации включает в себя следующие виды:
- Государственная гражданская служба;
- Военная служба;
- Государственная служба иных видов.

Федеральный закон «О системе государственной службы Российской Федерации» не регулирует деятельность лиц, замещающих государственные должности Российской Федерации, и лиц, замещающих государственные должности субъектов Российской Федерации.